# Shine (album Cyndi Lauper)
Shine – album amerykańskiej piosenkarki Cyndi Lauper, wydany w 2004 roku.
Premiera albumu zaplanowana była na 2001 rok, jednak firma, która miała go wydać, wcześniej zakończyła działalność. Zamiast tego Cyndi Lauper opublikowała dwa minialbumy z wybranymi piosenkami. Całość ujrzała światło dzienne dopiero w 2004 roku, kiedy to pełny album Shine został wydany wyłącznie na rynek japoński.

## Lista utworów
1. „Shine”
2. „It’s Hard to Be Me”
3. „Madonna Whore”
4. „Wide Open”
5. „Rather Be with You”
6. „Who Let in the Rain”
7. „Comfort You”
8. „Eventually”
9. „(Waiting for) Valentino”
10. „This Kind of Love”
11. „Higher Plane”
12. „Water’s Edge”
13. „I Miss My Baby”